# Remixes (album de t.A.T.u.)
Pour les articles homonymes, voir Remixes.
Albums de t.A.T.u.
200 km/h in the Wrong Lane
(2002) Dangerous and Moving
(2005)
Remixes est une compilation du duo féminin russe t.A.T.u., sortie en 2003. Elle comprend des remixes de chansons de l'album 200 po vstretchnoï et sa version anglaise 200 km/h in the Wrong Lane.

## Liste des titres
| 1.  | All the Things She Said (Blackpulke Remix)              |                              | 04:16 |
| 2.  | All the Things She Said (MARK!'s Buzzin Mix)            |                              | 08:12 |
| 3.  | All the Things She Said (Running And Spinning Remix)    |                              | 06:14 |
| 4.  | All the Things She Said (Extension 119 Club Dub)        |                              | 08:17 |
| 5.  | Not Gonna Get Us (Larry Tee Electroclash Mix)           |                              | 06:20 |
| 6.  | Not Gonna Get Us (Richard Morel's Pink Noise Vocal Mix) |                              | 08:11 |
| 7.  | Not Gonna Get Us (Thick Dick Vocal)                     |                              | 07:13 |
| 8.  | Not Gonna Get Us (Dave Audé Velvet Dub)                 |                              | 07:15 |
| 9.  | 30 Minutes (Extension 119 Club Vocal)                   |                              | 07:59 |
| 10. | Простые движения                                        | Prostyïe dvijenia            | 3:56  |
| 11. | Не верь, не бойся, не проси                             | Ne_ver',_ne_boïsia, ne prosi | 3:03  |

## Certifications
| Région                                                                                                 | Certification | Ventes/Streams |
| --- | ------------- | -------------- |
| Russie (NFPP)                                                                                          | Or            | 0*             |
| *Ventes selon la certification ^Mise en rayon selon la certification xNon précisé par la certification |               |                |